# بارافوليس إنفيرفا
بارافوليس إنفيرفا هو نوع من الاعشاب موطنها في أوروبا وآسيا وشمال إفريقيا وعلى نطاق واسع. الأسماء الشائعة مثل ساحل باربغراس, منحني البحر العشب الصلب, العشب الصلب المنحني, المنجل, المنجل المنحني و بارابوليس المنحني.

## الوصف
وهو عبارة عن عشب سنوي معقدة يصل ارتفاعه إلى 30 سم مع زهور خضراء.

## التصنيف
تم نشره لأول مرة باسم إيجيلوبس إنفيرفا بواسطة كارل لينيوس، ونقل إلى بارابوليس بواسطة تشارلز إدوارد هوبارد في عام 1946.

## التوزيع
ينتشر في العالم القديم ، وينتشر في شمال إفريقيا وأوروبا وآسيا. لقد تم تجنيسه على نطاق واسع في أماكن أخرى من الدول.

## روابط خارجية
- جيبسون العلاج اليدوي
- لمحة عن نباتات وزارة الزراعة الأمريكية
- العشب العلاج اليدوي
- معرض الصور